# Rick Baker
Richard A. Baker (Binghamton, 8 de dezembro de 1950) é um maquiador e especialista em efeitos visuais estadunidense, mundialmente conhecido por suas maquiagens de monstros realistas.

## Biografia
Rick Baker nasceu em Binghamton, Nova Iorque, filho de Doris Hamlin e Ralph B. Baker, um artista profissional. Obteve doutorado em Letras Humanas da Academy of Art University em 2008.

### Carreira
Na adolescência, Baker começou a criar partes do corpo artificial em sua própria cozinha. Ele também apareceu brevemente na produção "perdida" de fãs de "A Noite da Turquia" a uma hora B & W paródia de vídeo de "The Night Stalker" (vencedor do prêmio de Melhor Curta-Metragem na Comic-Con de San Diego), dirigido por William Malone (que passou a dirigir filmes como o thriller de ficção científica Criatura) e no elenco Bill Mills e Robert Short (um maquiador especial que também ganhou um Oscar por seu trabalho em Os Fantasmas se Divertem). O primeiro trabalho de Baker foi como assistente de Dick Smith no clássico de terror "O Exorcista". Recebeu seu primeiro Oscar por seu trabalho em Um Lobisomem Americano em Londres. O diretor John Landis traria Baker para o videoclipe da música "Thriller", de Michael Jackson. Posteriormente, Baker foi premiado sete vezes no Oscar, com doze indicações. Baker afirma que o seu trabalho em Um Hóspede do Barulho é uma de suas realizações mais prestigiadas. Baker levou seu sétimo e último Oscar de melhor maquiagem em 2011 por O Lobisomem, em 2011. Em 2013 recebeu uma estrela na Calçada da Fama de Hollywood. Em 2015, anunciou sua aposentadoria, declarando que aos 64 anos já tinha trabalhado muito e seu serviço tinha a concorrência desleal da computação gráfica. 3 anos depois, sua filha Samantha trabalhava na DC Comics e fez Baker ser abordado pela companhia sobre criar um busto colecionável, e ao receber liberdade criativa trabalhou com seu companheiro criador de moldes Rob Freitas para criar um busto do Coringa.

## Óscars
• 1981: Oscar por Melhor Maquiagem: An American Werewolf in London

• 1988: Oscar por Melhor Maquiagem: Harry and the Hendersons

• 1995: Oscar por Melhor Maquiagem: Ed Wood

• 1997: Oscar por Melhor Maquiagem: The Nutty Professor

• 1998: Oscar por Melhor Maquiagem: Men in Black

• 2001: Oscar para Melhor Maquiagem: How the Grinch Stole Christmas

• 2006: Indicação por Melhor Maquiagem: Click

• 2007: Indicação para Melhor Maquiagem: Norbit

• 2011: Oscar por Melhor Maquiagem: The Wolfman

## Trabalhos mais conhecidos
- The Exorcist (1973)
- King Kong (1976) (ator)
- Star Wars: Episode IV - A New Hope (1977)
- The Fury (1978)
- An American Werewolf in London (1981)
- The Howling (1981)
- The Funhouse (1981)
- Videodrome (1983)
- Thriller (1983)
- My Science Project (1985)
- Harry and the Hendersons (1987)
- Beauty and the Beast (1987–90)
- Werewolf (1987–88)
- Coming to America (1988)
- Gorillas in the Mist (1988)
- Gremlins 2: The New Batch (1990)
- The Rocketeer (1991)
- Wolf (1994)
- Ed Wood (1994)
- Batman Forever (1995)
- The Nutty Professor (1996)
- The Frighteners (1996)
- Escape from L.A. (1996)
- Ghosts (1997)
- Men in Black (1997)
- Mighty Joe Young (1998)
- Life (1999)
- Wild Wild West (1999)
- How the Grinch Stole Christmas (2000)
- Nutty Professor II: The Klumps (2000)
- Planet of the Apes (2001)
- Men in Black II (2002)
- The Ring (2002)
- The Haunted Mansion (2003)
- Hellboy (2004)
- The Ring Two (2005)
- King Kong (2005) (ator)
- Cursed (2005)
- X-Men: The Last Stand (2006)
- Click (2006)
- Enchanted (2007)
- Norbit (2007)
- Tropic Thunder (2008)
- The Wolfman (2010)
- Men in Black III (2012)